# المدرسة المسيحية الدولية (هونغ كونغ)
المدرسة المسيحية الدولية هي مدرسة دولية خاصة تقع في هونغ كونغ، الصين.

## الروابط الخارجية
1. ↑  "International Christian School, Hong Kong : Homepage". ics.edu.hk. مؤرشف من الأصل في 2016-03-04.

- Official website of the school
- Hong Kong "Top Schools" directory